# 서머셋역

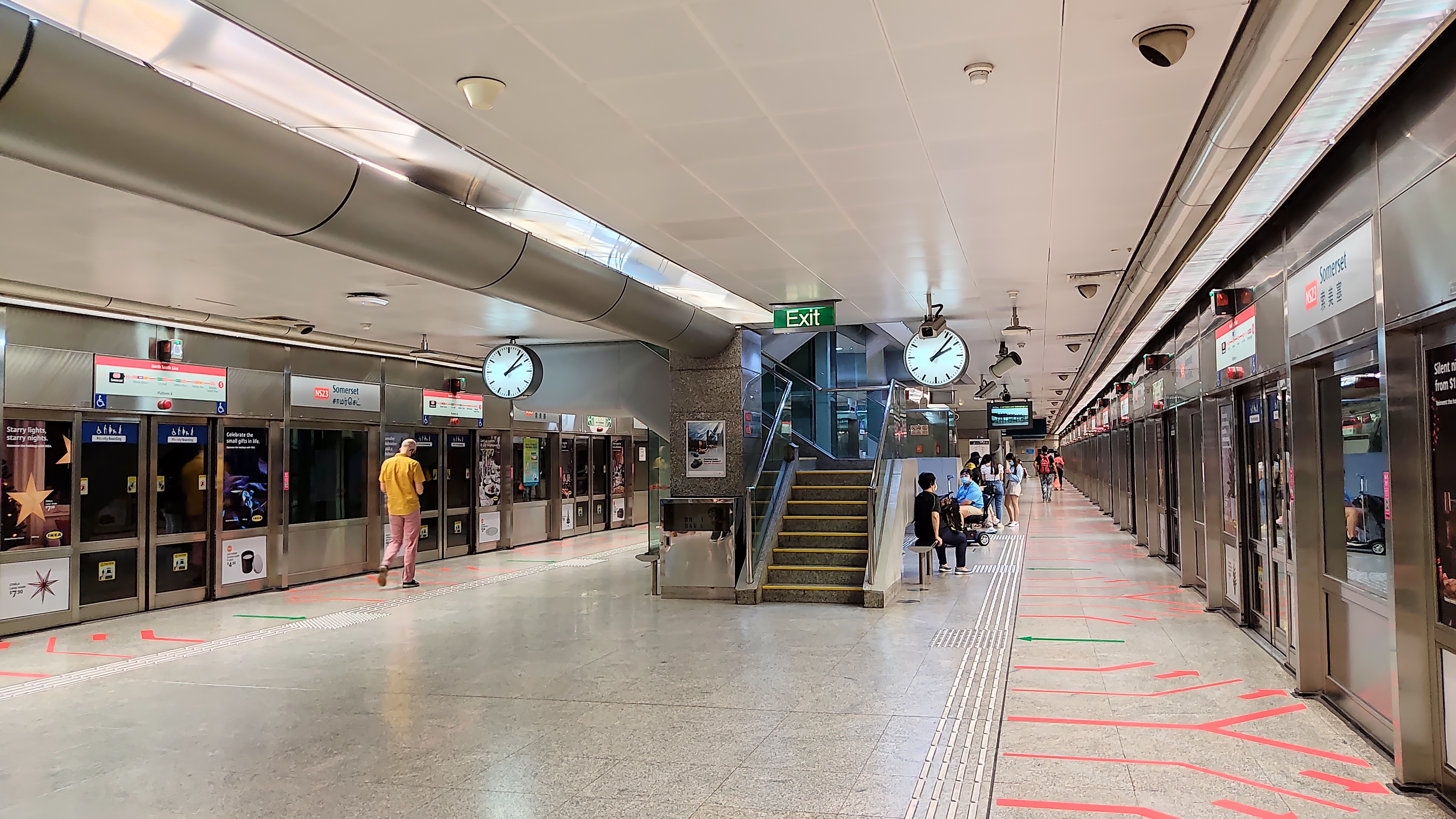

서머셋역(Somerset MRT station)은 싱가포르 오차드의 남북 선에 있는 지하철 MRT(Mass Rapid Transit) 역이다. 인기 있는 쇼핑 벨트인 오차드 로드(Orchard Road)를 따라 위치한 세 개의 역 중 하나이다.
이 역은 컴센터, 싱가포르 전력 빌딩, 스케이트 파크, 313@Somerset, 오차드 게이트웨이, 오차드 센트럴, 캐세이 시넬레저 오차드, 센터포인트 쇼핑센터, 만다린 오차드, 더 히렌, 페이버 하우스, 오차드 포인트, 페라나칸 플레이스 및 에메랄드 힐과 연결된다.
1987년에 개통된 서머셋역은 1982년 이후 원래 MRT 네트워크에 대한 초기 계획의 일부였다. 이 역은 MRT 네트워크 1단계의 일부로 건설되었다. 네트워크 운영 분할에 따라 이 역은 1989년부터 노스사우스선이 운행되었다.